# 포커 슈트라센

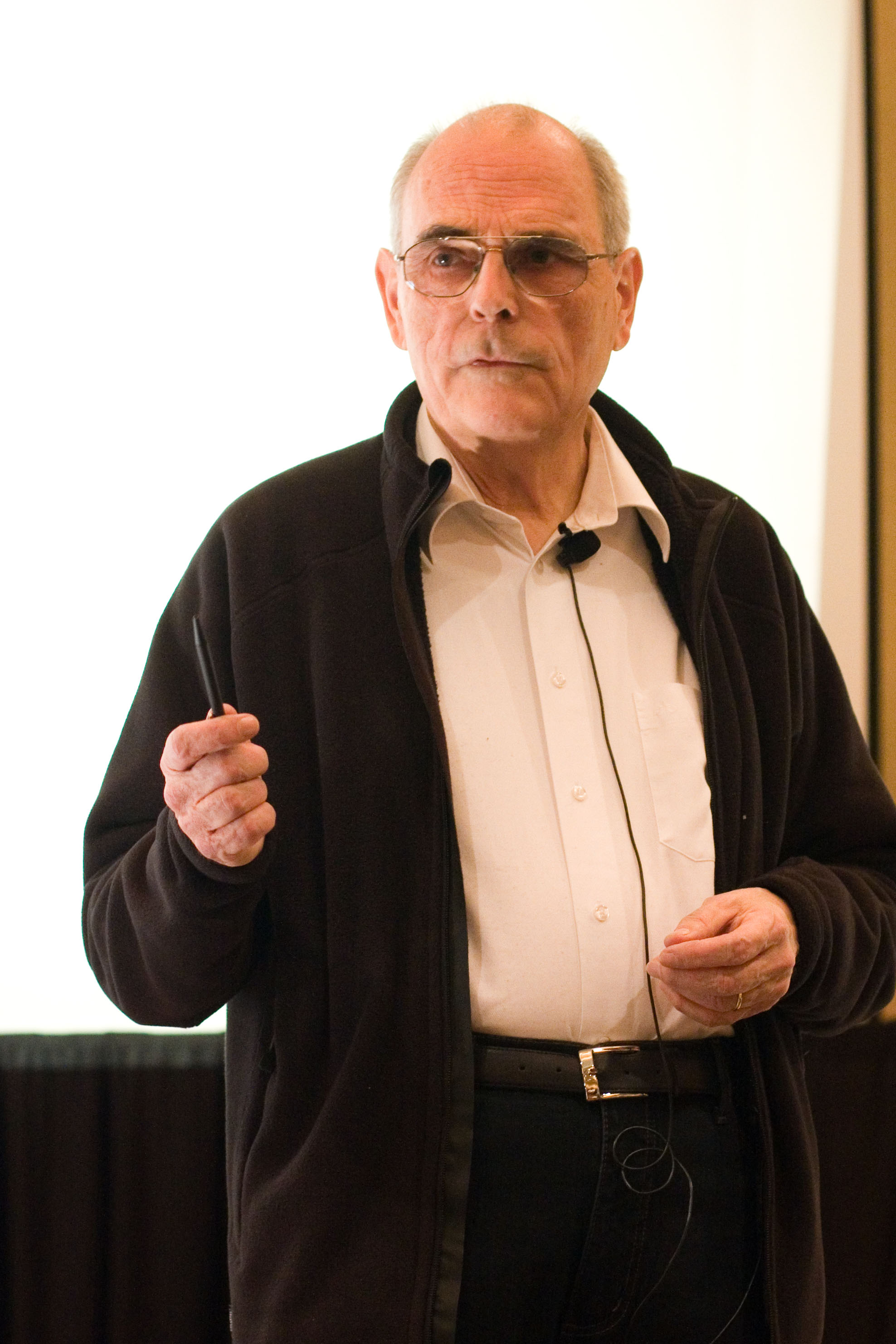

폴커 슈트라센 또는 볼커 스트라센(Volker Strassen ,1936년 4월 29일 출생~)은 독일의 수학자로 , 콘스탄츠 대학교 (University of Konstanz)의 수학 및 통계학과 명예 교수이다.
알고리즘 분석에 중요한 공헌을 한 그는 칸토르 메달(Cantor medal),  패리스 카넬라키스 상(Paris Kanellakis Award)을 수상했다. 특히 크누스 상(Knuth Prize)은 "효율적인 알고리즘의 설계 및 분석에 대한 영향력있는 기여"라고 덧붙였다.
슈트라센은 확률론적 연구로 그의 연구를 시작했다. 그의 1964년 논문 "반복 로그의 법칙에 대한 불변성 원리"는 반복 로그의 법칙의 기능적 형태를 정의하여 무작위 행보에서 규모 불변량의 형태를 보여 주었다. 슈트라센의 "불변의 원리" 또는 "반복 로그의 슈트라센의 법칙"으로 알려진 이 결과는 매우 자주 인용되어 1966년 세계 수학자 대회(ICM)에서 발표 되었다.
1969년 슈트라센은  알고리즘의 결과인 복잡도 {\displaystyle O(N^{3})} 시간 경계보다 빠르게 행렬 곱셈을 수행하는 첫 번째 알고리즘인 슈트라센 알고리즘을 도입한 가우스 소거법에 대한 논문을 통해 알고리즘 분석으로 연구방향을 전환했다.

## 같이 보기
- 가역행렬